# Paul McGinn
Pour les articles homonymes, voir McGinn.
Paul McGinn (né le 22 octobre 1990 à Glasgow), est un footballeur international écossais. Il joue pour le club d'Hibernian.

## Biographie

### Au club
Formé à Queen's Park, il fait ses débuts pour le club le 2 mai 2009.
Le 24 novembre 2020, il se met en évidence avec l'Hibernian FC, en étant l'auteur d'un doublé en Premiership contre le club de St. Johnstone FC, permettant à son équipe d'arracher le match nul (2-2).

### En sélection
Le 11 octobre 2020, il figure pour la première fois sur le banc des remplaçants de l'équipe nationale, mais sans entrer en jeu, lors d'une rencontre face à la Slovaquie. Ce match gagné 1-0 rentre dans le cadre de la Ligue des nations.
Le 6 septembre 2021, il fait ses débuts en faveur de l'équipe d'Écosse, lors d'un match contre l'Autriche, match dans lequel participe son frère John McGinn. Ce match gagné 0-1 rentre dans le cadre des éliminatoires du mondial 2022.

## Palmarès
Hibernian
- Coupe de la Ligue écossaise :
  - Finaliste : 2020-21.

### Distinctions personnelles
- Membre de l'équipe-type de Scottish Championship en 2014

## Vie personnelle
Ses frères Stephen McGinn et John McGinn sont aussi footballeurs.